# Campoplex parvus
Campoplex parvus är en stekelart som beskrevs av Horstmann och Yu 1999. Campoplex parvus ingår i släktet Campoplex och familjen brokparasitsteklar. Inga underarter finns listade.